# Fågelmara
Fågelmara är en tätort i Karlskrona kommun, Kristianopels socken i Blekinge län. Fågelmara är belägen ungefär halvvägs mellan Brömsebro och Jämjö.

## Historia
Orten växte fram efter 1899 då järnvägen mellan Karlskrona och Torsås drogs fram (Östra Blekinge Järnväg). Den ursprungliga byn Fågelmara, i dag kallad Fågelmara gård, ligger vid havet en dryg halvmil från tätorten. Innan järnvägen fanns här endast "Grankrogen" och en båtsmansstuga.

### Befolkningsutveckling
| Befolkningsutvecklingen i Fågelmara 1960–2020 | Befolkningsutvecklingen i Fågelmara 1960–2020 | Befolkningsutvecklingen i Fågelmara 1960–2020 | Befolkningsutvecklingen i Fågelmara 1960–2020 | Befolkningsutvecklingen i Fågelmara 1960–2020 |
| --------------------------------------------- | --------------------------------------------- | --------------------------------------------- | --------------------------------------------- | --------------------------------------------- |
|                                               |                                               |                                               |                                               |                                               |
| År                                            |                                               |                                               | Folkmängd                                     | Areal (ha)                                    |
| 1960                                          | 1960                                          |                                               | 365                                           |                                               |
| 1965                                          | 1965                                          |                                               | 399                                           |                                               |
| 1970                                          | 1970                                          |                                               | 499                                           |                                               |
| 1975                                          | 1975                                          |                                               | 507                                           |                                               |
| 1980                                          | 1980                                          |                                               | 480                                           |                                               |
| 1990                                          | 1990                                          |                                               | 416                                           | 71                                            |
| 1995                                          | 1995                                          |                                               | 410                                           | 71                                            |
| 2000                                          | 2000                                          |                                               | 391                                           | 72                                            |
| 2005                                          | 2005                                          |                                               | 398                                           | 72                                            |
| 2010                                          | 2010                                          |                                               | 374                                           | 71                                            |
| 2015                                          | 2015                                          |                                               | 397                                           | 85                                            |
| 2020                                          | 2020                                          |                                               | 377                                           | 85                                            |
|                                               |                                               |                                               |                                               |                                               |

## Näringsliv
Orkla Foods Sverige har fabrik i Fågelmara där man bland annat tillverkar AB Felix Tomatketchup. Fabriken grundades av Harry Althini och hette ursprungligen Althinis konservfabrik. Fabriken hette också Reymersholm en tid på 1960- och 1970-talen. Denna fabrik var även en av de första i Sverige att tillverka potatischips på 1960-talet, men tillverkningen lades ner.

## Idrott
Det finns ett fotbollslag i Fågelmara som heter Kristianopels GoIF. Förut fanns det flera olika fotbollslag i "Fågelmaratrakterna", Fågelmara, Brömsebro och 
Kristianopel, men de slogs sedan ihop till ett, Kristianopels GoIF.